# Richard Osman
Richard Thomas Osman (Billericay, 28 novembre 1970) è uno scrittore, autore televisivo e conduttore televisivo britannico.
Autore e co-conduttore di Pointless, nel 2020 ha debuttato come scrittore con il romanzo Il club dei delitti del giovedì, primo libro della serie Thursday Murder Club, di cui Amblin Entertainment ha acquisito i diritti per realizzarne una trasposizione cinematografica dell'opera.

## Opere

### Narrativa

#### SerieIl Club dei delitti del giovedì
- Il Club dei delitti del giovedì [The Thursday Murder Club], traduzione di Roberta Corradin, Milano, SEM, 2020, ISBN 978-88-939-0284-7.
- L'uomo che morì due volte [The Man Who Died Twice], traduzione di Roberta Corradin, Milano, SEM, 2021, ISBN 978-88-939-0388-2.
- Il colpo che mancò il bersaglio [The Bullet That Missed], traduzione di Roberta Corradin, Milano, SEM, 2022, ISBN 978-88-939-0484-1.
- L'ultimo diavolo a morire [The Last Devil To Die], traduzione di Roberta Corradin, Milano, SEM, 2023, ISBN 978-88-939-0561-9.
- La pubblicazione del quinto libro della serie è prevista nel 2025.[senza fonte]

#### SerieWe Solve Murders
- Risolviamo omicidi [We Solve Murders], Feltrinelli, 2025  [2024], ISBN 978-88-070-3634-7.